# Tour de Bohemia 1986
Das Etappenrennen Tour de Bohemia 1986 führte vom 2. bis zum 6. Juli über sechs Etappen von Nový Bor nach Novy Bor. Es war die 19. Austragung der Tour de Bohemia. Die Tour de Bohemia war Bestandteil des Rennkalenders der Association Internationale des Organisateurs de Courses Cyclistes (AIOCC) in der Union Cycliste International (UCI). Gesamtsieger wurde Otakar Fiala aus der Tschechoslowakei.

## Teilnehmer
Am Start standen Radrennfahrer aus sieben Ländern, es starteten nur Amateure. Dabei waren Fahrer aus Frankreich, Polen, Dänemark, der DDR, Ungarn, der Sowjetunion und der Tschechoslowakei. Dazu kamen einige tschechoslowakische Vereinsmannschaften. Die DDR startete mit Lutz Lötzsch, Thomas Schmidt, Jürgen Trawny, Hardy Gröger und Frank Bauta.

## Rennen
Veranstalter war der tschechoslowakische Radsportverband. Die Gesamtdistanz betrug 735 Kilometer, wobei es keinen Ruhetag gab. Bis zur 3. Etappe führte der Nachwuchsfahrer Frank Bauta aus der DDR das Klassement an, schied dann aber nach einem Sturz aus dem Rennen aus. Der spätere Sieger Fiala legte den Grundstein für den Gesamtsieg auf der 4. Etappe, die er nach einem Ausreißversuch als Solist gewann.

## Etappen
Die Rundfahrt führte über insgesamt sechs Etappen mit einem Einzelzeitfahren zu Beginn.
1. Etappe, 15 Kilometer: Sieger Miroslav Sýkora, Tschechoslowakei
2. Etappe, 135 Kilometer: Sieger Josef Perny, Tschechoslowakei
3. Etappe, 160 Kilometer: Sieger Vladimír Kozárek, Tschechoslowakei
4. Etappe, 177 Kilometer: Sieger Otakar Fiala, Tschechoslowakei
5. Etappe, 166 Kilometer: Sieger Václav Toman, Tschechoslowakei
6. Etappe, 81 Kilometer Sieger: Petr Přikryl, Tschechoslowakei

## Gesamtwertungen

### Einzel (Gelbes Trikot)
| Platz | Name             | Mannschaft       | Zeit       |
| ----- | ---------------- | ---------------- | ---------- |
| 1.    | Otakar Fiala     | Tschechoslowakei | 19:16:48 h |
| 2.    | Vladimír Kozárek | Tschechoslowakei | + 1:11 min |
| 3.    | Jiří Trávníček   | Tschechoslowakei | + 1:21 min |
| 4.    | Thomas Kassau    | DDR              | + 2:07 min |
| 5.    | Éric Chanton     | Frankreich       | + 2:29 min |
| 6.    | Jiri Korous      | Tschechoslowakei | + 2:39 min |